# Wolgot-myeon
Wolgot-myeon (koreanska: 월곶면) är en socken i kommunen Gimpo i provinsen Gyeonggi i Sydkorea, 40 km nordväst om huvudstaden Seoul. I norr gränsar Wolgot-myeon till Hanfloden som här utgör gräns mot Nordkorea.